# Ciguñuela (kommunhuvudort)
Ciguñuela är en kommunhuvudort i Spanien.   Den ligger i provinsen Provincia de Valladolid och regionen Kastilien och Leon, i den centrala delen av landet, 170 km nordväst om huvudstaden Madrid. Ciguñuela ligger 817 meter över havet och antalet invånare är 397.
Terrängen runt Ciguñuela är huvudsakligen platt, men söderut är den kuperad. Runt Ciguñuela är det tätbefolkat, med 383 invånare per kvadratkilometer. Närmaste större samhälle är Valladolid, 11,2 km öster om Ciguñuela. Trakten runt Ciguñuela består till största delen av jordbruksmark.